# Pecten albicans
A Pecten albicans a kagylók (Bivalvia) osztályának Pectinida rendjébe, ezen belül a Pectinidae családjába tartozó faj.

## Előfordulása
A Pecten albicans előfordulási területe a Csendes-óceán nyugati részén, azaz Japán és a Dél-kínai-tenger között van. A japánok ipari mértékben halásszák.

## Képek

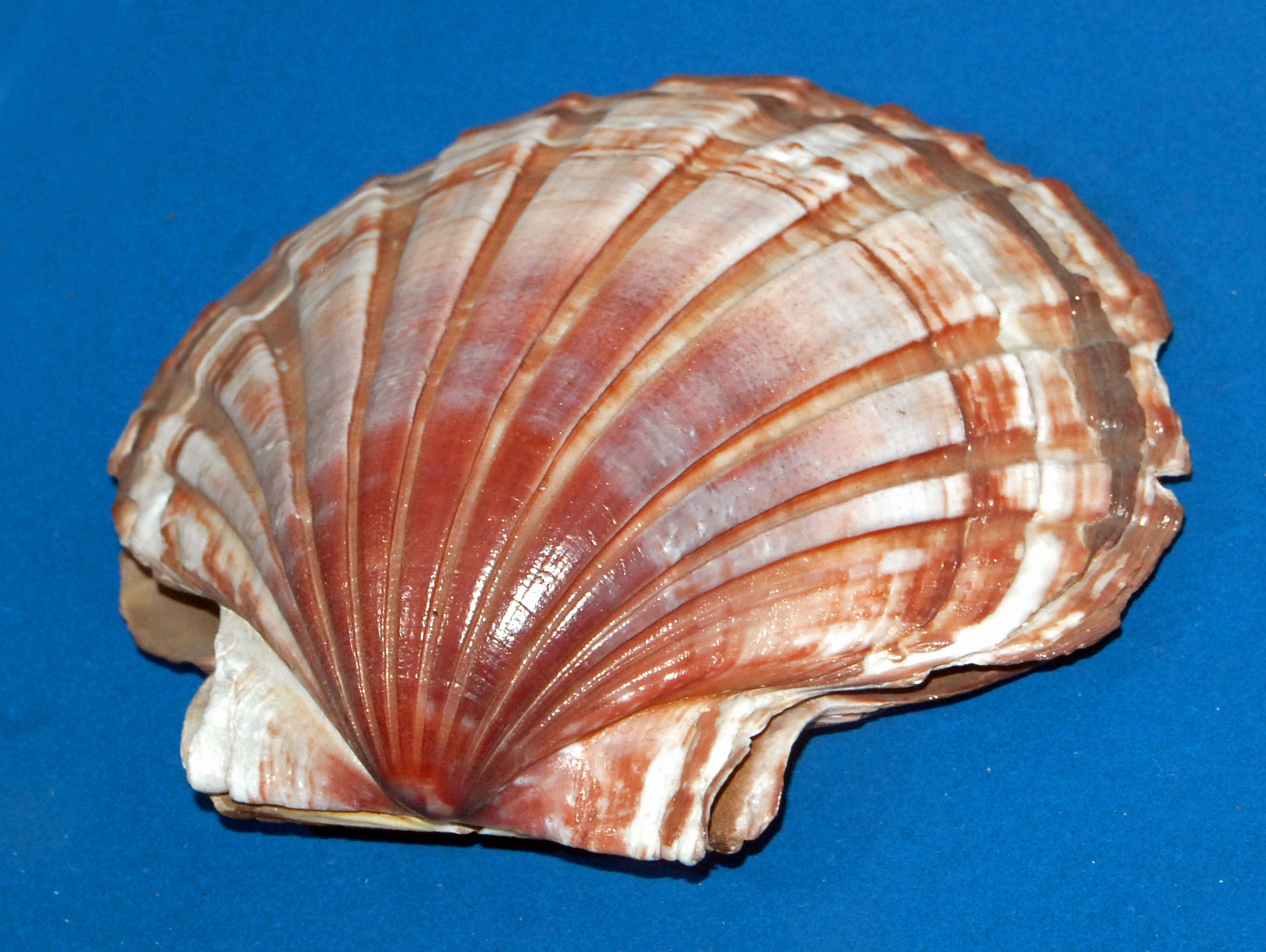
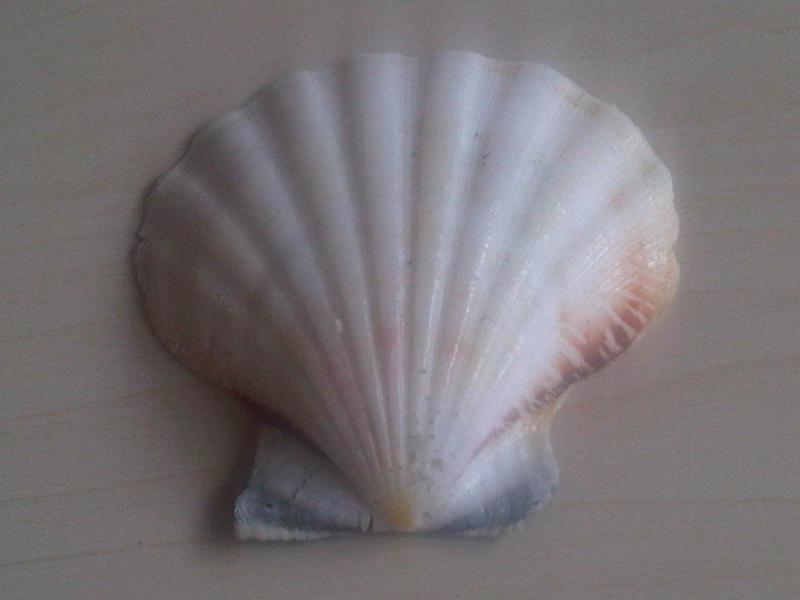
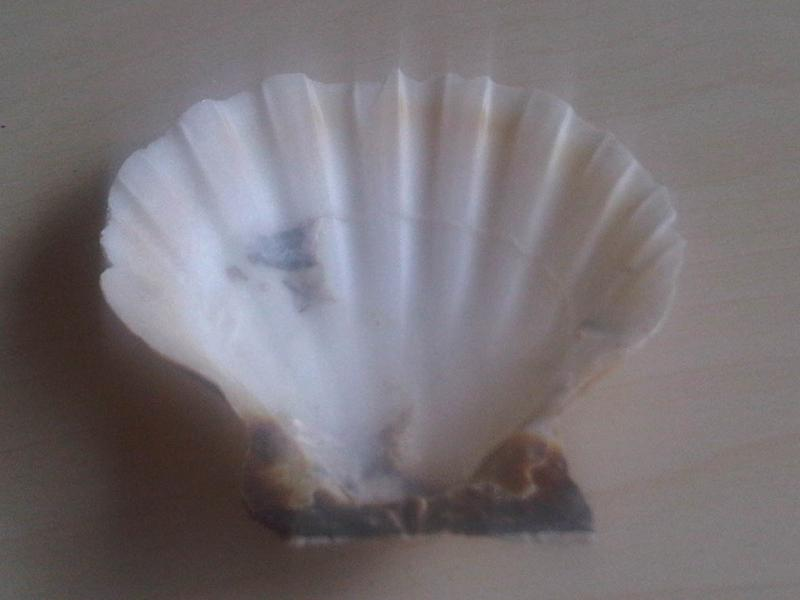
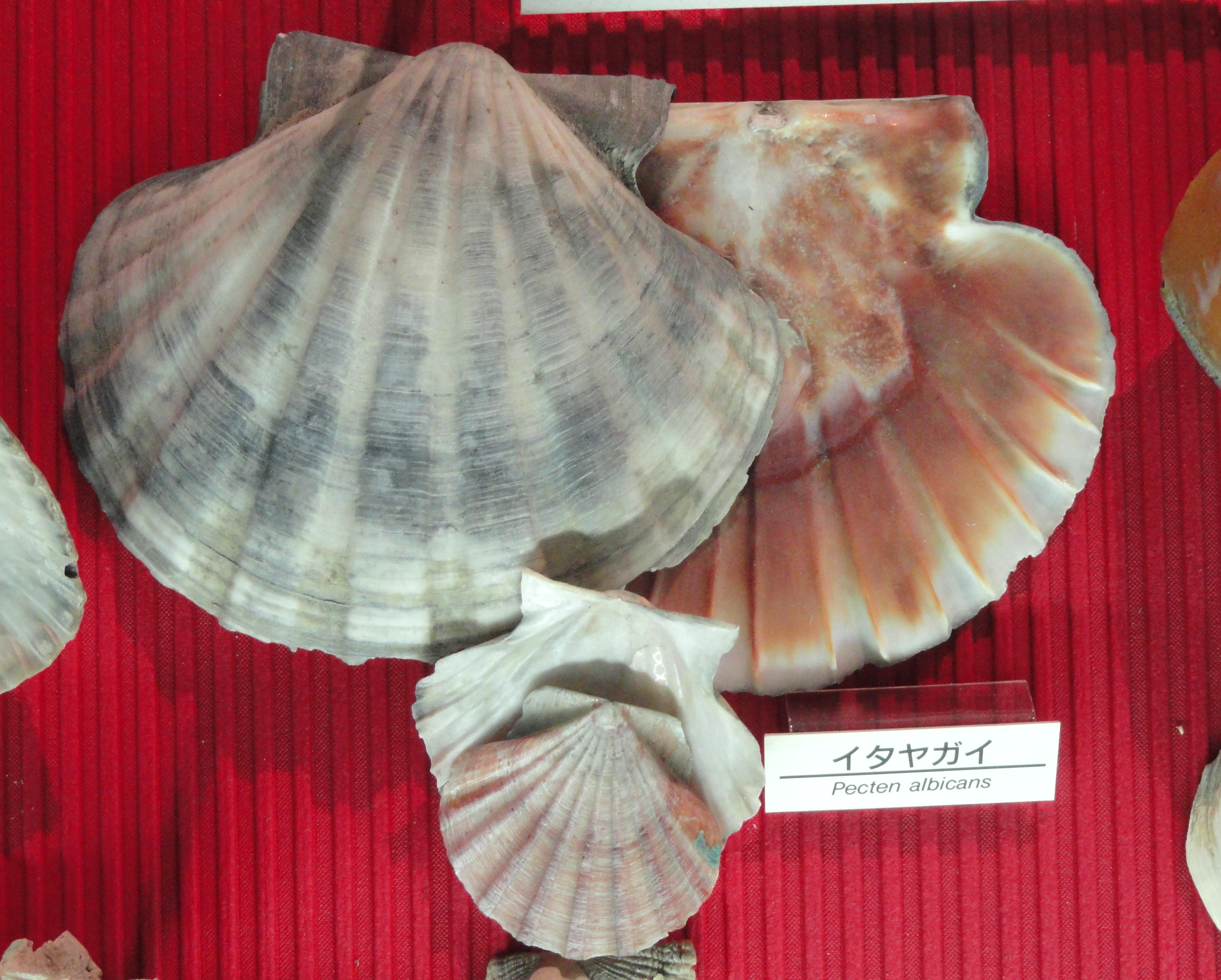

## Megjelenése
Héjának átmérője 95 milliméter, körülbelül 12 kiemelkedéssel. A színezete általában a világosbarnától a sötétbarnáig változik, azonban vannak narancssárga és lila példányok is. A P. albicans alsó héja kevésbé bemélyedt, mint a rokon Pecten excavatus esetében.

## Életmódja
Ez a kagylófaj főleg a sekélyebb vizű korallzátonyokat kedveli. Az élőhelyei általában 40-115 méteres mélységben vannak.

### Fordítás
- Ez a szócikk részben vagy egészben  a   Pecten albicans című angol Wikipédia-szócikk ezen változatának fordításán alapul.  Az eredeti cikk szerkesztőit annak laptörténete sorolja fel. Ez a jelzés csupán a megfogalmazás eredetét és a szerzői jogokat jelzi, nem szolgál a cikkben szereplő információk forrásmegjelöléseként.